# Noldor
În legendariumul scriitorului englez J.R.R. Tolkien, Noldorii sunt al doilea popor de elfi (Tatyar).